# Henri Dumon
Henri Joseph Dumon (Doornik, 31 mei 1820 - aldaar, 6 april 1889) was een Belgisch industrieel en senator.

## Biografie

### Familie
Henri Dumon was een zoon van Augustin Dumon, burgemeester van Doornik, gouverneur van Henegouwen en voorzitter van de Senaat, ook genaamd Dumon-Dumortier, door de koppeling van de naam van zijn echtgenote, Marie Dumortier. Hij was een broer van Auguste Dumon, volksvertegenwoordiger en minister van Openbare Werken.
Hij trouwde met Marie Libert (°1838). Ze kregen een zoon en twee dochters.
- Henri Dumon (1859-1914), advocaat, trouwde in 1882 in Brussel met Berthe Mesdach de ter Kiele (1863-1950), dochter van Charles Mesdach de ter Kiele, procureur-generaal bij het Hof van Cassatie. Ze kregen een zoon en zes dochters, met afstammelingen tot heden.
- Louise Dumon (1863-1936), trouwde in 1884 in Doornik met Henri Duquesne Watelet de la Vinelle (1864-1924), burgemeester van Vaulx en volksvertegenwoordiger. Ze kregen twee zoons en een dochter, met afstammelingen tot heden.
- Magdeleine Dumon (1870-1960), trouwde in 1890 in Doornik met Paul Desclée (1866-1934), mijningenieur. Ze kregen een zoon, met afstammelingen tot heden.

### Loopbaan
Beroepshalve werkte Dumon bij de Carrières Dumon en de kalkovens, familiale bedrijven opgericht door zijn vader.
Van 1872 tot 1878 was hij gemeenteraadslid van Doornik.
In 1884 werd hij katholiek senator voor het arrondissement Doornik en oefende dit mandaat uit tot aan zijn dood.
Hij was ook:
- bestuurder van het discontokantoor in Doornik van de Nationale Bank van België (1855-1889),
- lid (1847-1864) en voorzitter (1865-1875) van de Kamer van Koophandel van Doornik,
- bestuurder van de S.A. pour la fabrication de l'acier par les procédés Chenot en France (1857),
- lid van de Conseil suprême de commerce et d'industrie (1863-1876).